# Gensac-de-Boulogne
Gensac-de-Boulogne is een gemeente in het Franse departement Haute-Garonne (regio Occitanie) en telt 104 inwoners (2009). De plaats maakt deel uit van het arrondissement Saint-Gaudens.

## Het huidige dorp
In het dorp kruisen de D41 en de D69. Er is een gemeentehuis, een kerk en een beeld van Maria.

## Geografie
De oppervlakte van Gensac-de-Boulogne bedraagt 10,6 km², de bevolkingsdichtheid is dus 9,8 inwoners per km².

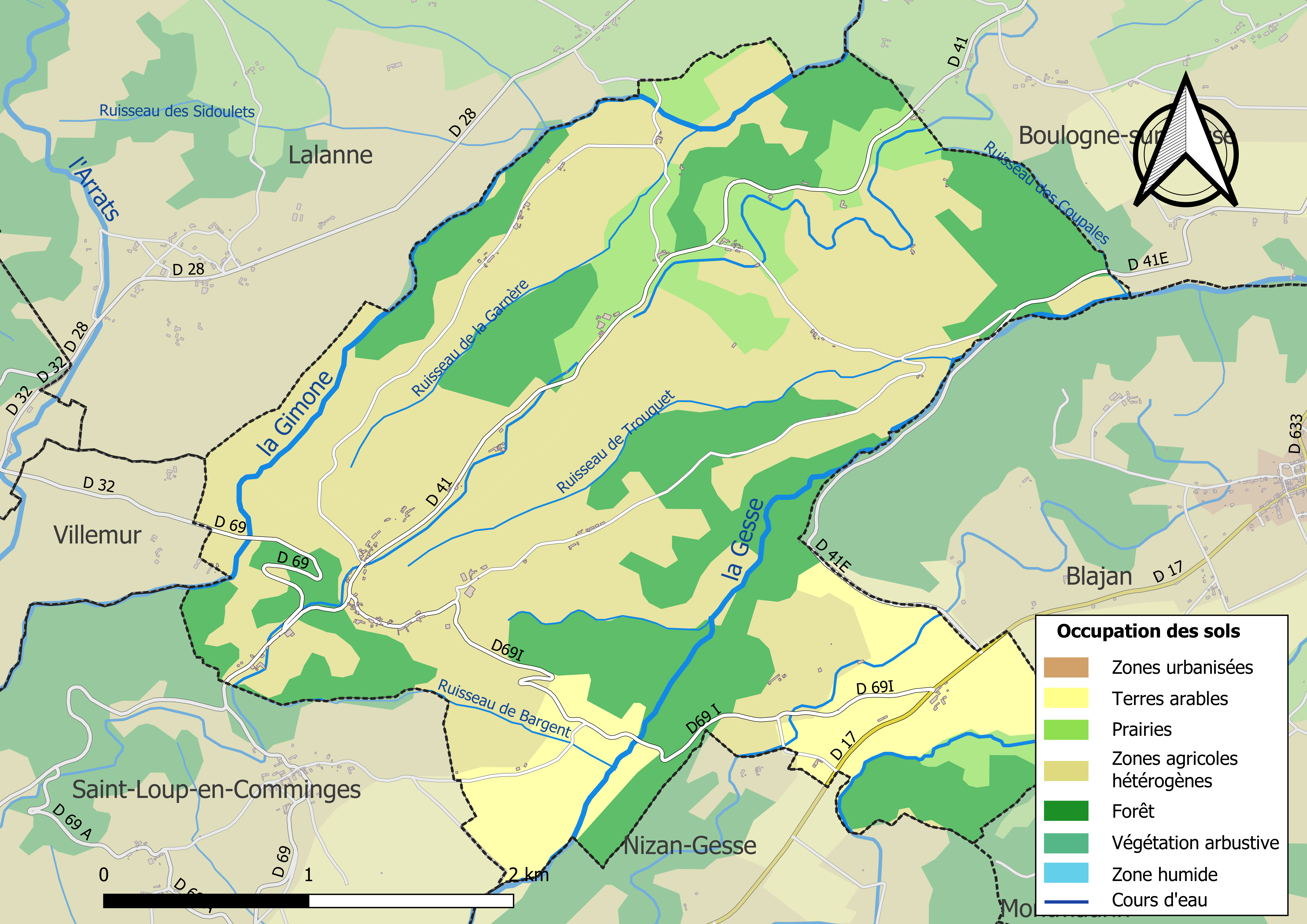
Kaart van de gemeente met de belangrijkste infrastructuur, bodemgebruik en omliggende gemeenten

## Demografie
Onderstaande figuur toont het verloop van het inwonertal (bron: INSEE-tellingen).